# Pondá

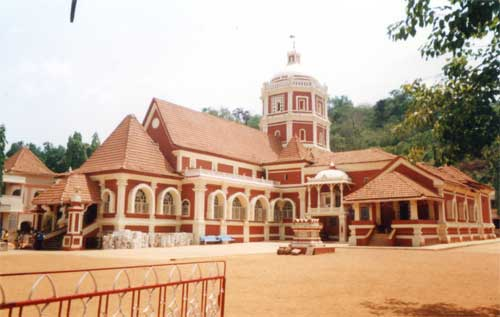
O templo de Shanta Durga em Pondá.

Pondá (concani: फोंडा) é uma cidade e taluca no distrito de Goa Norte, estado de Goa.
A cidade de Pondá está fortemente conurbada com suas vizinhas Margão, Vasco da Gama, Mapuçá e Pangim, que formam a Área Metropolitana de Pangim-Vasco da Gama, a maior mancha urbana do estado de Goa.